# Карасу (Шахрисабзский район)
Карасу (узб. Qorasuv / Қорасув) — посёлок городского типа, расположенный на территории Шахрисабзского района Кашкадарьинской области Республики Узбекистан.
Статус посёлка городского типа с 2009 года.